# Solente
Solente est une commune française située dans le département de l'Oise en région Hauts-de-France.

## Géographie
Solente est une commune de 129 habitants, se trouvant au nord-est du département de l'Oise, à la limite du département de la Somme.
Les agglomérations les plus proches de Solente sont : Roye (7 km), Noyon (19 km), Compiègne (37 km).

### Hydrographie
La commune est située dans le bassin Artois-Picardie. Elle n'est drainée par aucun cours d'eau.

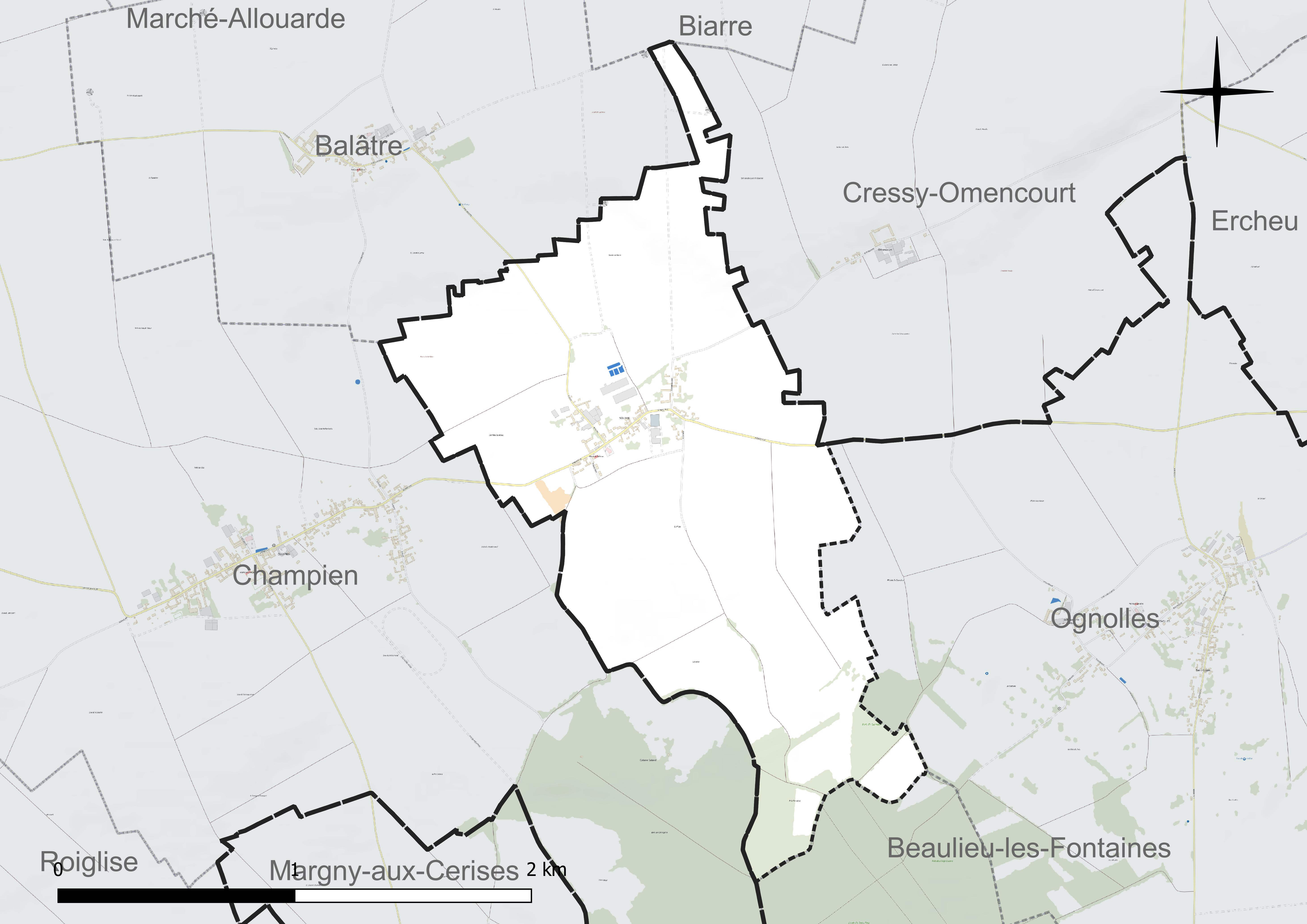
Réseau hydrographique de Solente.

### Climat
Pour des articles plus généraux, voir Climat des Hauts-de-France et Climat de l'Oise.
En 2010, le climat de la commune est de type climat océanique dégradé des plaines du Centre et du Nord, selon une étude du CNRS s'appuyant sur une série de données couvrant la période 1971-2000. En 2020, Météo-France publie une typologie des climats de la France métropolitaine dans laquelle la commune est exposée à un climat océanique et est dans la région climatique  Nord-est du bassin Parisien, caractérisée par un ensoleillement médiocre, une pluviométrie moyenne régulièrement répartie au cours de l'année et un hiver froid (3 °C). 
Pour la période 1971-2000, la température annuelle moyenne est de 10,4 °C, avec une amplitude thermique annuelle de 14,5 °C. Le cumul annuel moyen de précipitations est de 707 mm, avec 11,5 jours de précipitations en janvier et 9 jours en juillet. Pour la période 1991-2020, la température moyenne annuelle observée sur la station météorologique la plus proche, située sur la commune de Rouvroy-en-Santerre à 14 km à vol d'oiseau, est de 10,8 °C et le cumul annuel moyen de précipitations est de 635,8 mm,. Pour l'avenir, les paramètres climatiques de la commune estimés pour 2050 selon différents scénarios d'émission de gaz à effet de serre sont consultables sur un site dédié publié par Météo-France en novembre 2022.

## Urbanisme

### Typologie
Au 1er janvier 2024, Solente est catégorisée commune rurale à habitat dispersé, selon la nouvelle grille communale de densité à sept niveaux définie par l'Insee en 2022.
Elle est située hors unité urbaine et hors attraction des villes,.

### Occupation des sols
L'occupation des sols de la commune, telle qu'elle ressort de la base de données européenne d'occupation biophysique des sols Corine Land Cover (CLC), est marquée par l'importance des territoires agricoles (90,1 % en 2018), une proportion identique à celle de 1990 (90,1 %). La répartition détaillée en 2018 est la suivante : 
terres arables (79,8 %), prairies (10,3 %), zones urbanisées (8,2 %), forêts (1,7 %). L'évolution de l'occupation des sols de la commune et de ses infrastructures peut être observée sur les différentes représentations cartographiques du territoire : la carte de Cassini (XVIIIe siècle), la carte d'état-major (1820-1866) et les cartes ou photos aériennes de l'IGN pour la période actuelle (1950 à aujourd'hui).

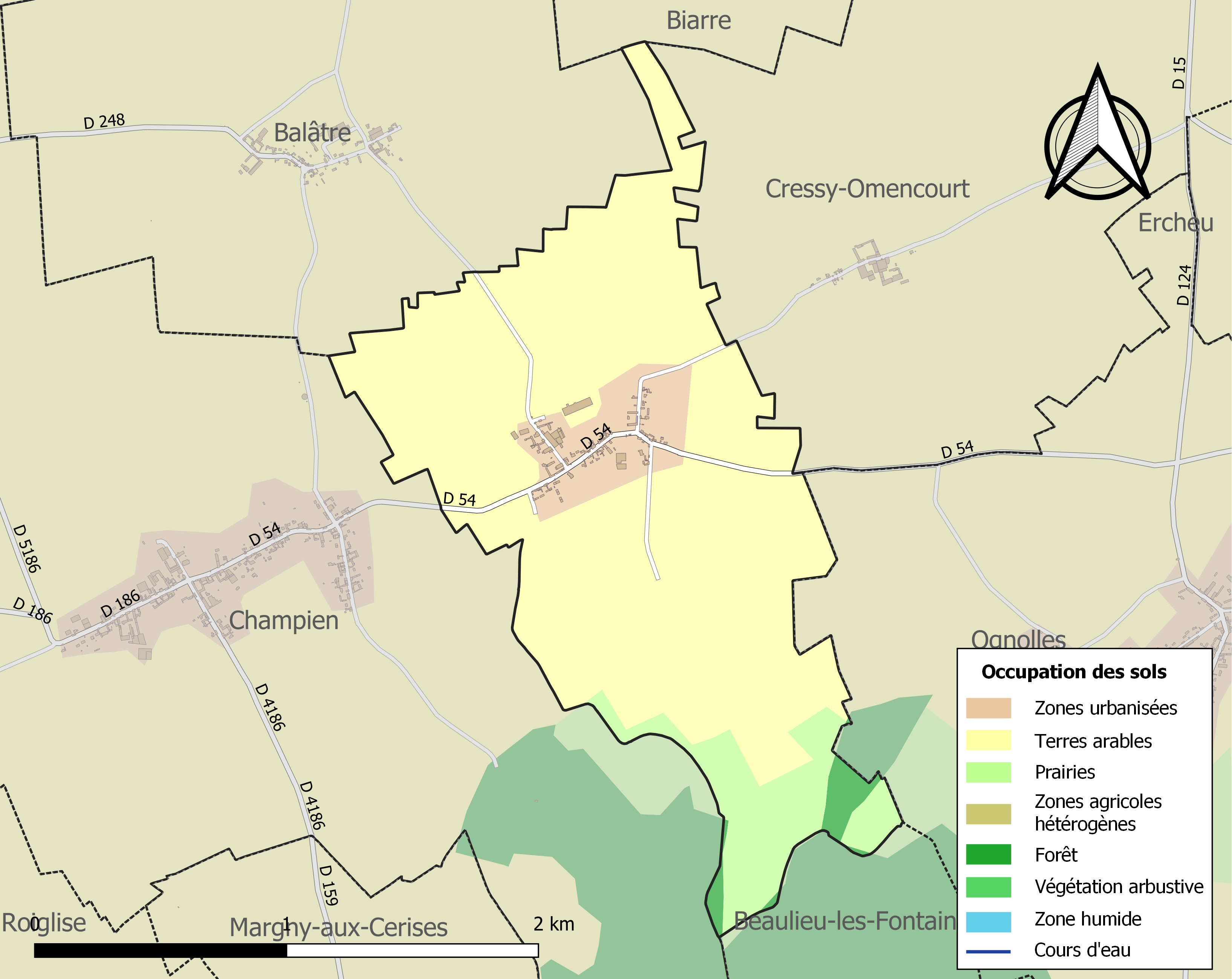
Carte des infrastructures et de l'occupation des sols de la commune en 2018 (CLC).

### Voies de communication et transports
La commune est desservie, en 2023, par les lignes 676, 680 et 6307 du réseau interurbain de l'Oise.

## Toponymie
Le nom de la localité est attesté sous les formes alodium in Solente (1128) ; apud Solentum (1152) ; capellam de Solente (1179) ; alodium in solente (1179) ; Solente (vers 1200) ; Solente (1230) ; Yvo de Solente (1234) ; de solenta (1249) ; Hugonis de Solenta (XIIIe) ; Sollentes (1308) ; Sollente (1350) ; Solentes (vers 1700) ; Solem (XVIIIe).

## Politique et administration
| Période                                  | Période                       | Identité          | Étiquette | Qualité                  |
| ---------------------------------------- | ----------------------------- | ----------------- | --------- | ------------------------ |
| Les données manquantes sont à compléter. |                               |                   |           |                          |
| avant 1995                               | ?                             | Jean Vanderhaeghe |           |                          |
| mars 2001                                | mars 2008                     | Marc de Pauw      |           |                          |
| mars 2008                                | mars 2014                     | Renée Delvigne    |           |                          |
| mars 2014                                | En cours (au 11 octobre 2014) | Nicole Blaise     |           | Documentaliste retraitée |

La commune, antérieurement membre de la communauté de communes du Pays Noyonnais a rejoint en 2012 la communauté de communes du Pays des Sources,.

## Population et société

### Démographie

#### Évolution démographique
L'évolution du nombre d'habitants est connue à travers les recensements de la population effectués dans la commune depuis 1793. Pour les communes de moins de 10 000 habitants, une enquête de recensement portant sur toute la population est réalisée tous les cinq ans, les populations de référence des années intermédiaires étant quant à elles estimées par interpolation ou extrapolation. Pour la commune, le premier recensement exhaustif entrant dans le cadre du nouveau dispositif a été réalisé en 2006.

En 2022, la commune comptait 130 habitants, en évolution de +0,78 % par rapport à 2016 (Oise : +0,87 %, France hors Mayotte : +2,11 %).
| 1793 | 1800 | 1806 | 1821 | 1831 | 1836 | 1841 | 1846 | 1851 |
| ---- | ---- | ---- | ---- | ---- | ---- | ---- | ---- | ---- |
| 267  | 304  | 334  | 302  | 310  | 323  | 315  | 317  | 300  |

| 1856 | 1861 | 1866 | 1872 | 1876 | 1881 | 1886 | 1891 | 1896 |
| ---- | ---- | ---- | ---- | ---- | ---- | ---- | ---- | ---- |
| 261  | 250  | 264  | 252  | 258  | 213  | 215  | 198  | 206  |

| 1901 | 1906 | 1911 | 1921 | 1926 | 1931 | 1936 | 1946 | 1954 |
| ---- | ---- | ---- | ---- | ---- | ---- | ---- | ---- | ---- |
| 221  | 203  | 206  | 143  | 152  | 118  | 134  | 114  | 125  |

| 1962 | 1968 | 1975 | 1982 | 1990 | 1999 | 2006 | 2011 | 2016 |
| ---- | ---- | ---- | ---- | ---- | ---- | ---- | ---- | ---- |
| 116  | 112  | 103  | 97   | 97   | 87   | 113  | 118  | 129  |

| 2021 | 2022 | - | - | - | - | - | - | - |
| ---- | ---- | - | - | - | - | - | - | - |
| 134  | 130  | - | - | - | - | - | - | - |

#### Pyramide des âges
La population de la commune est relativement jeune.
En 2018, le taux de personnes d'un âge inférieur à 30 ans s'élève à 41,1 %, soit au-dessus de la moyenne départementale (37,3 %). À l'inverse, le taux de personnes d'âge supérieur à 60 ans est de 24,8 % la même année, alors qu'il est de 22,8 % au niveau départemental.
En 2018, la commune comptait 73 hommes pour 68 femmes, soit un taux de 51,77 % d'hommes, largement supérieur au taux départemental (48,89 %).
Les pyramides des âges de la commune et du département s'établissent comme suit.
| Hommes | Classe d’âge | Femmes |
| ------ | ------------ | ------ |
| 0,0    | 90 ou +      | 0,0    |
| 7,5    | 75-89 ans    | 6,5    |
| 16,4   | 60-74 ans    | 19,4   |
| 13,4   | 45-59 ans    | 22,6   |
| 19,4   | 30-44 ans    | 12,9   |
| 19,4   | 15-29 ans    | 19,4   |
| 23,9   | 0-14 ans     | 19,4   |

| Hommes | Classe d’âge | Femmes |
| ------ | ------------ | ------ |
| 0,5    | 90 ou +      | 1,4    |
| 5,5    | 75-89 ans    | 7,6    |
| 15,6   | 60-74 ans    | 16,3   |
| 20,8   | 45-59 ans    | 20     |
| 19,4   | 30-44 ans    | 19,4   |
| 17,6   | 15-29 ans    | 16,2   |
| 20,6   | 0-14 ans     | 19,1   |

## Lieux et monuments

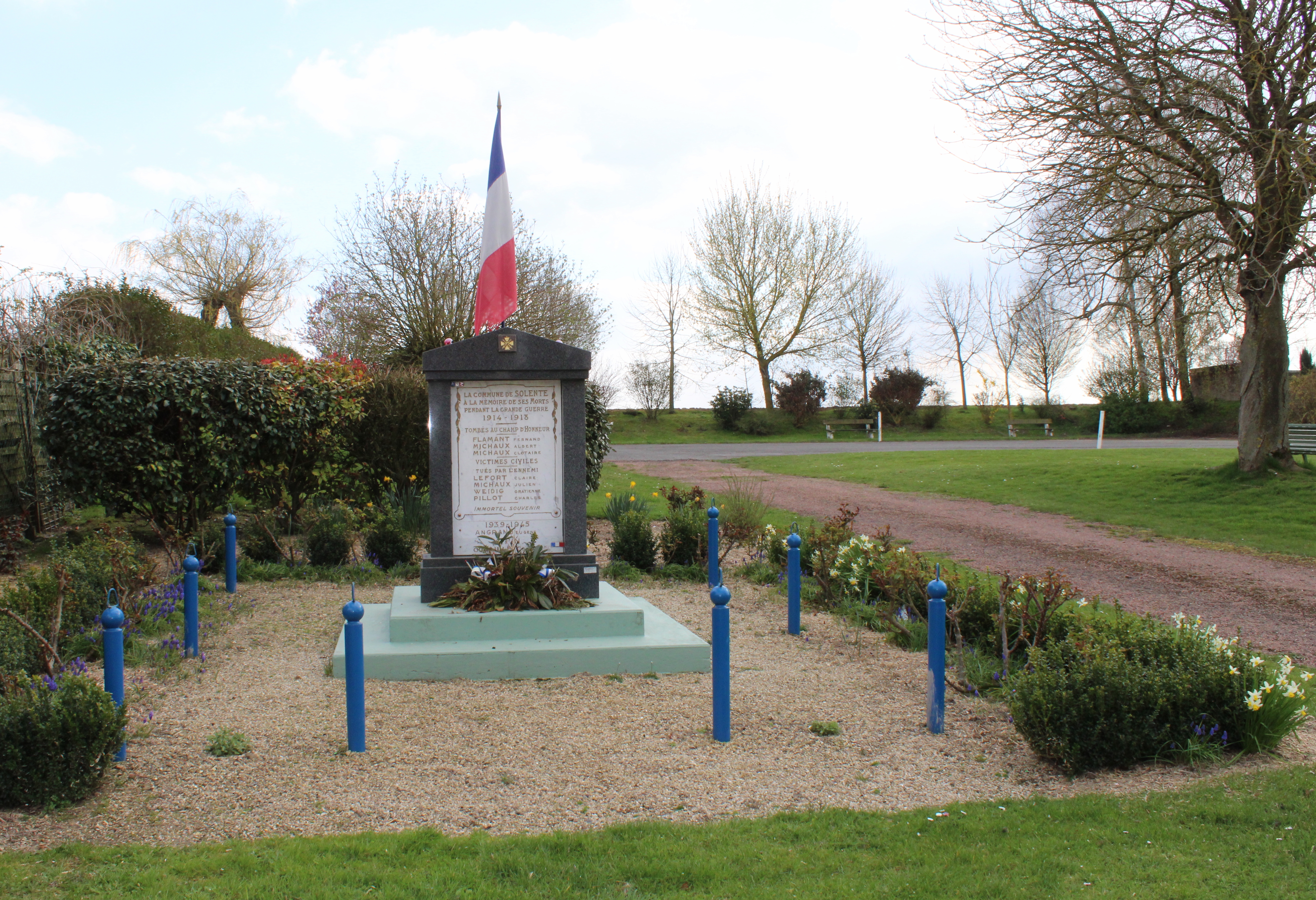
Le monument aux morts.

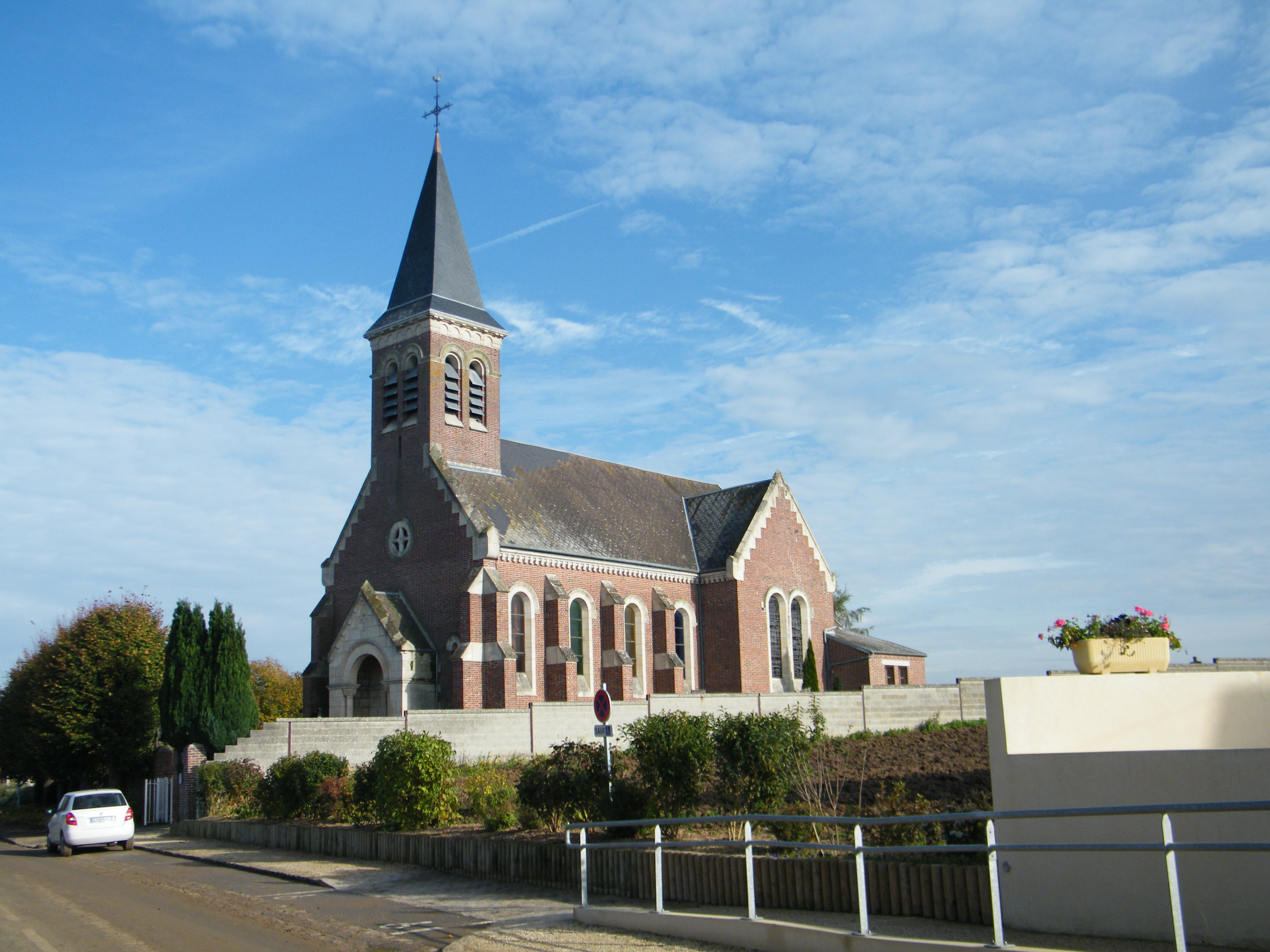
Saint-Jean-Baptiste.

- Église Saint-Jean-Baptiste.